# Jennifer Mueller
Jennifer L. Mueller () é uma matemática e engenheira biomédica estadunidense, cuja pesquisa se refere a problemas inversos e suas aplicações, particularmente a problemas em imagens médicas relacionadas à tomografia de impedância elétrica. É professora de matemática na Universidade Estadual do Colorado, onde também tem uma nomeação conjunta na escola de engenharia biomédica e no departamento de engenharia elétrica e de computação.

## Formação e carreira
Mueller completou um Ph.D. em 1997 na Universidade de Nebraska-Lincoln. Sua tese, Inverse Problems in Singular Differential Equations, foi orientada por Thomas Stephen Shores. Após pesquisa de pós-doutorado no Instituto Politécnico Rensselaer, ingressou no Departamento de Matemática da Universidade Estadual do Colorado em 2000 e tornou-se membro fundadora da Escola de Engenharia Biomédica em 2007. Foi promovida a professora titular em 2011.

## Livro
Com Samuli Siltanen, Mueller é autora do livro Linear and Nonlinear Inverse Problems with Practical Applications (SIAM, 2012).